# By a Woman's Wit
Pour plus de détails, voir Fiche technique et Distribution.
By a Woman's Wit est un film américain de Sidney Olcott, réalisé en 1911.

## Fiche technique
- Titre original : By a Woman's Wit
- Réalisateur : Sidney Olcott
- Photographie : George Hollister
- Société de production : Kalem Company
- Acteurs : Jack J. Clark, Alice Hollister, Robert G. Vignola
- Pays :  États-Unis
- Lieu de tournage : Jacksonville (Floride)
- Longueur : 1000 pieds
- Date de sortie :
  - États-Unis : 5 avril 1911 (New York)
  - Angleterre : 23 juin 1911 (Londres)

## Anecdotes
Le film est tourné à Jacksonville en Floride.
Une copie est conservée à l'Eye Film Institute, la cinémathèque d'Amsterdam. Elle provient de la collection de Desmet.